# Summer Kisses
„Summer Kisses” – singel niemieckiej piosenkarki C.C. Catch wydany w 1989 roku przez Hansa Records. Utwór został napisany przez Dietera Bohlena. Singel promował wydany pod koniec poprzedniego roku piąty album artystki pt. Big Fun. Ze względu na brak większej promocji, czego przyczyną było zakończenie współpracy między C.C. Catch a Dieterem Bohlenem, singel nie odniósł sukcesów na listach przebojów.

## Lista utworów

### Wydanie na 7"[1]
A. „Summer Kisses” – 3:42
B. „If I Feel Love” – 3:43
- Faktyczne długości nagrań na tym wydaniu różnią się od tych napisanych na okładce
- Wersje nagrań na tym wydaniu pochodzą z albumu Big Fun.

### Wydanie na 12"[2]
A. „Summer Kisses” – 6:10
B1. „If I Feel Love” – 3:43
B2. „Summer Kisses (Radio Version)” – 3:42
- Faktyczne długości nagrań na stronie B tego wydania różnią się od tych napisanych na okładce.
- Wersja maxisingowa utworu „Summer Kisses” to przedłużona wersja tego nagrania, piosenka ta oryginalnie (w wersji krótkiej) znajduje się na albumie Big Fun.
- Nagranie „If I Feel Love” pochodzi z albumu Big Fun.
- Wersja (Radio Mix) nagrania „Summer Kisses” to wersja z wydania na 7".

### Wydanie na CD[3]
1. „Summer Kisses” – 7:25
2. „If I Feel Love” – 3:43
3. „Summer Kisses (Radio Version)” – 3:42
- Faktyczne długości nagrań na tym wydaniu różnią się od tych napisanych na okładce.
- Wersja maxisinglowa utworu „Summer Kisses” to przedłużona wersja tego nagrania, piosenka ta oryginalnie (w wersji krótkiej) znajduje się na albumie Big Fun.
- Nagranie „If I Feel Love” pochodzi z albumu Big Fun.
- Wersja (Radio Mix) nagrania „Summer Kisses” to wersja z wydania na 7".

## Autorzy[4]
- Muzyka: Dieter Bohlen
- Autor tekstów: Dieter Bohlen
- Śpiew: C.C. Catch
- Producent: Dieter Bohlen
- Aranżacja: Dieter Bohlen
- Współproducent: Luis Rodríguez